# Okołowo (rejon łohojski)
Okołowo (biał. Акало́ва; ros. Околово) – wieś na Białorusi, w obwodzie mińskim, w rejonie łohojskim. W 2010 roku liczyła 101 mieszkańców. Leży nad rzeką Korgowicą. Siedziba sielsowietu Okołowo. Znajduje się 35 km od Łohojska, 74 km od Mińska.

## Historia
Pierwsza wzmianka o Okołowie jako miasteczku powiatu mińskiego w województwie mińskim w Wielkim Księstwie Litewskim pochodzi z 1770 roku. Miejscowość była w posiadaniu Świrskich, później Wołłowiczów.
W wyniku II rozbioru Polski w 1793 r. Okołowo znalazło się w granicach Imperium rosyjskiego, w powiecie borysowskim w guberni mińskiej. W 1798 r. Michał Wołłowicz ufundował drewniany kościół św. Michała Archanioła. Według inwentarza z 1846 r. w miasteczku były 22 domy, majątek liczył 4 folwarki, 13 wsi, zamieszkane przez 1770 włościan. W 1876 r. Henryk Wołłowicz sprzedał majątek Stanisławowi Kierbedziowi. W 1886 r. miasteczko posiadało 28 domów, kościół, 3 sklepy, karczmę i młyn wodny. Według wyników spisu z 1897 r. było 39 domów, obok istniał majątek. W 1909 r. istniało miasteczko (41 domów) i majątek (2 domy), a w 1917 r. miasteczko (49 domów) i wieś (14 domów).
W 1919 r. Okołowo znalazło się w granicach BSRR, 20 sierpnia 1924 r. zostało siedzibą sielsowietu. Status miejscowości obniżono do wsi. W 1926 r. było tutaj 41 domów, 51 w 1941 r., 72 w 1969 r., 51 w 1994 r. i 50 w 2003 r.
W latach 2002–2004 wybudowano drewnianą cerkiew Kazańskiej Ikony Matki Bożej.

## Parafia rzymskokatolicka
Parafia leży w dekanacie wilejskim archidiecezji mińsko-mohylewskiej. W latach 1798–1804 wybudowano drewniany kościół św. Michała Archanioła ufundowany przez pisarza Wielkiego Księstwa Litewskiego Michała Wołłowicza. Posiadała filie w Omniszewie i Zawiszynie. W 1941 r. administratorem parafii był ks. Henryk Hlebowicz. 7 listopada 1941 r. został aresztowany przez białoruską policję i przewieziony do aresztu w Borysowie. 9 listopada został zamordowany w lesie koło Borysowa. Kościół został zniszczony w latach 40. XX w. Parafia odrodziła się w latach 90. XX w. Po 2008 wybudowano drewniany kościół św. Michała Archanioła.   

Galeria
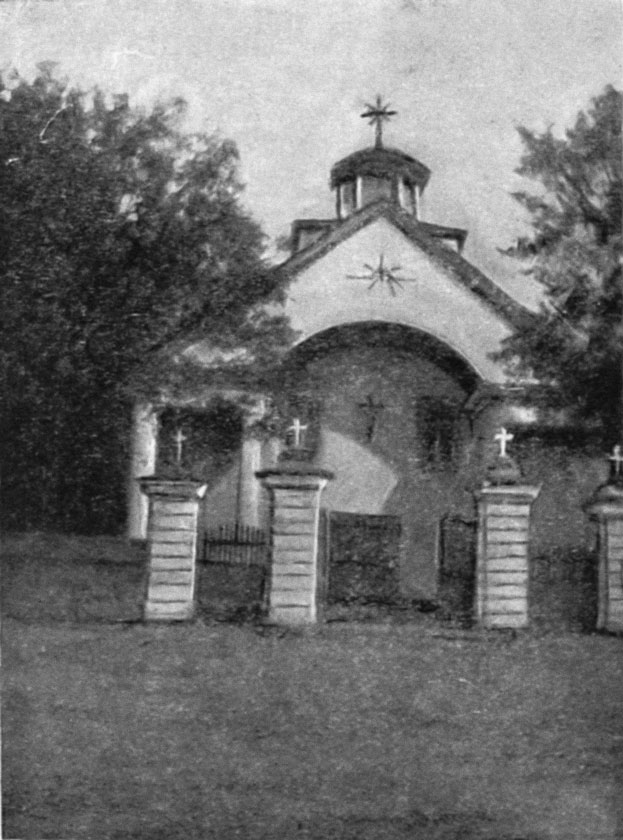
Kościół św. Michała Archanioła w 1914 roku
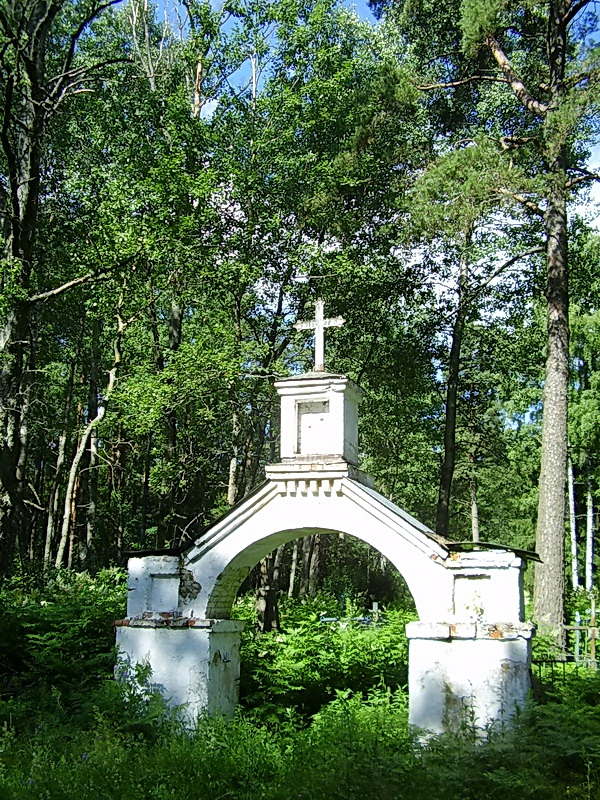
Brama cmentarna